# Kronobergs läns västra valkrets
Kronobergs läns västra valkrets var vid riksdagsvalen till andra kammaren 1911–1920 en särskild valkrets med tre mandat. Valkretsen avskaffades inför andrakammarvalet 1921, då hela länet bildade Kronobergs läns valkrets.

## Riksdagsmän

### 1912–första riksmötet 1914
- Otto Magnusson, lmb
- Peter Magnus Olsson, lmb
- Reinhold Eliasson, lib s

### Andra riksmötet 1914
- Otto Magnusson, lmb
- Peter Magnus Olsson, lmb
- Reinhold Eliasson, lib s

### 1915–1917
- Otto Magnusson, lmb
- Peter Magnus Olsson, lmb
- Carl Oscar Svensson, lmb

### 1918–1920
- Otto Magnusson, lmb
- Reinhold Eliasson, lib s
- Henning Leo, s

### 1921
- Otto Magnusson, lmb
- Peter Magnus Olsson, lmb
- Reinhold Eliasson, lib s